# Planegg
Planegg este o comună din Landkreis München, regiunea administrativa Bavaria Superioara (Oberbayern), landul Bavaria, Germania. Comuna este situată pe granița sud-vestică a orașului München în valea râului Würm.

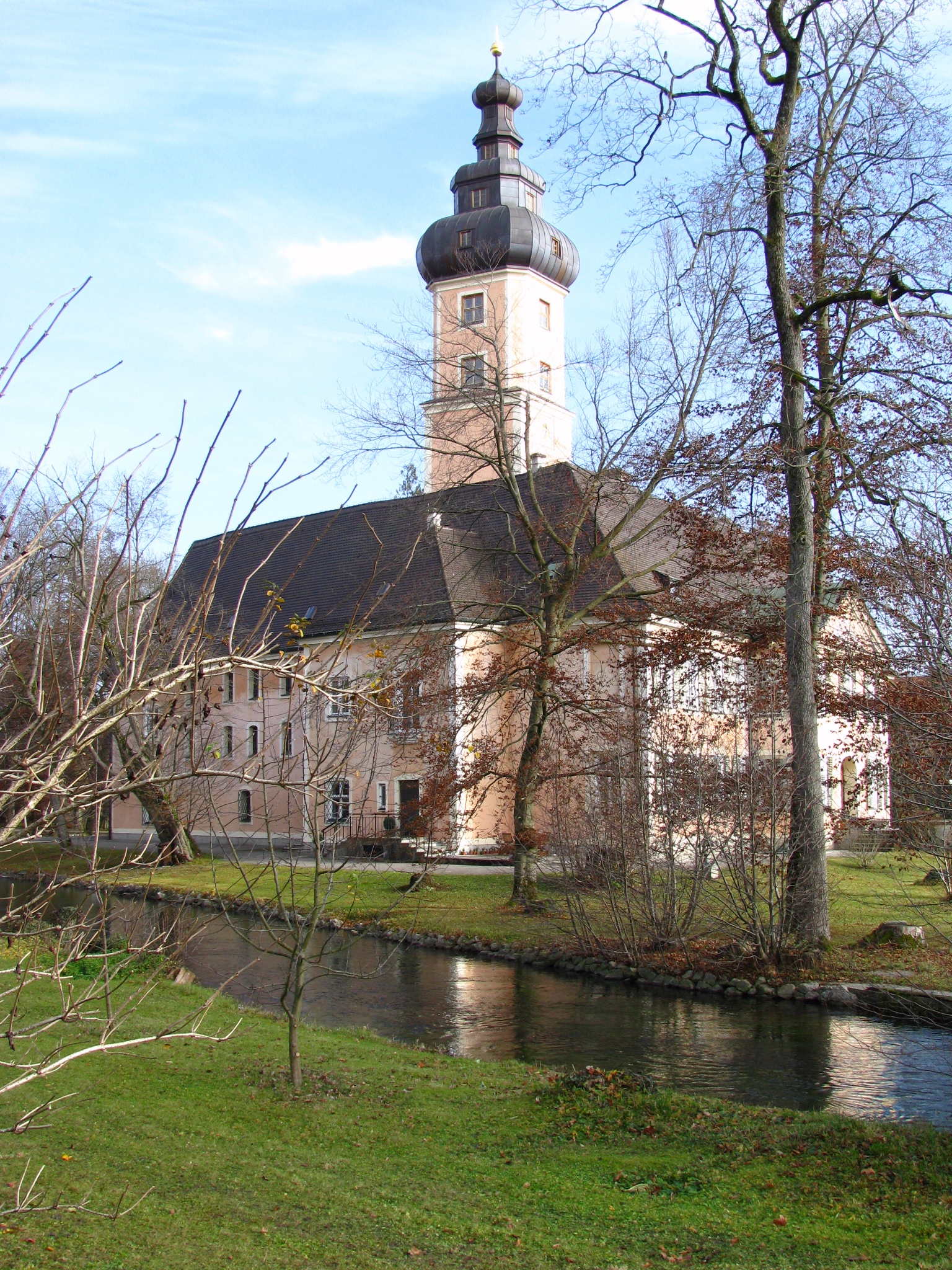
Planegg
(Castelul Planegg)

## Geografie
Planegg este o comună situată în zona cunoscută popular sub numele de Würmtal (Valea Würmului), la granița dintre kreis-urile (judetele) München, Starnberg și Fürstenfeldbruck. Comuna este compusă din localitățile Planegg, Martinsried și Steinkirchen. Planegg a devenit o suburbie a orașului München, Martiensried este un sat puternic urbanizat care va deveni suburbie în viitor odată cu extinderea linie de metrou U6. Steinkirchen este un fost cătun care în prezent este înglobat în Planegg. Mănăstirea Maria Eich este de asemenea parte a comunei. Localitatea Planegg este parte a unei zone urbane continue Krailing în sud, Planegg îm mijloc continuat de Gräfelfing în nord. Zona de impact a locuitorilor comunei include Neurid în est, cartierul Großhadern (München) Nord-Est, Germering în Vest și Forst Kasten Sud-Est. Din punct de vedere al geografiei fizice, comuna este situată într-o zonă mai amplă cunoscută sub numele de Münchner Schotterebene (ad literam: Câmpia Müncheneza de Prundiș). Münchener Schotterebene este o câmpie formată în timpul erei glaciare din aluviunile aduse de ghețarii alpini.

## Heraldică
Actuala stemă a comunei datează din 1951. Ea reprezintă o bufniță roșie cu ciocul și ghearele aurii, și a fost blazonul familiei Hörwarth, care între 1616 și 1732 a stăpânit locul. Linia șerpuitoare albastră reprezintă râul Würm care curge prin comună.